# Таджиев, Камолиддин Фахритдинович
 Камолиддин Таджиев (узб. Kamoliddin Tojiyev; род. 3 мая 1983, Джизак) — узбекистанский футболист, защитник; тренер.

## Клубная карьера
Практически всю свою карьеру Камолиддин выступал за узбекистанский «Пахтакор», с 2000 по 2011 год, за это время выиграл множество чемпионских титулов и медалей, но не был твёрдым игроком основного состава. С командой принимал участие в матчах Лиги Чемпионов Азии.
В 2011 году перешёл в клуб китайской Суперлиги «Цзянсу Сайнти» к сербскому тренеру Драгану Окука. Контракт рассчитан на 2,5 года.. Защитник отыграл полный срок контракта, проведя в чемпионате Китая 70 матчей и забив 2 гола, в 2012 году стал вице-чемпионом, а в 2013 году — обладателем Суперкубка Китая.
В 2014 году вернулся в свой прежний клуб «Пахтакор».

## Международная карьера
С 2007 года привлекался на матчи национальной сборной Узбекистана. Первый матч сыграл 7 февраля 2007 года против сборной Азербайджана. С 2007 по 2012 годов сыграл 9 матчей за национальную команду, из них только два в отборе Кубка Азии, все остальные — товарищеские. В феврале 2016 года снова призван в сборную и принял участие в игре против Ливана.